# 偽螯蝦屬
偽螯蝦屬（學名：Pseudastacus，意為「假的螯蝦屬」，用以區別現存的淡水螯蝦）是一類已滅絕的十足目甲殼動物，生存於侏羅紀時期的歐洲，可能延續至白堊紀的黎巴嫩。雖然許多物種曾被歸入此屬，但部分物種的分類地位仍不確定，有些已被重新劃歸其他屬。該屬化石最早由格奧爾格·祖·明斯特於1839年以「Bolina pustulosa」之名描述，1861年阿爾伯特·奧佩爾發現屬名已被占用後更名。歷史上本屬曾被歸入海螯蝦科或原螯蝦科，現今認為屬於狹螯蝦科。
偽螯蝦體型細小，最大個體總長僅6 cm（2.4英寸）。其外形似現代螯蝦，具長觸角、三角形額劍，且第一對步足特化為細長螯肢。頭胸甲長度與腹部相當，表面通常佈滿小瘤突或凹坑，並帶有深溝紋。P. pustulosus存在性二型現象，雌性螯肢較雄性更修長。P. lemovices化石中曾發現多個個體共存，可能反映群居行為或集群死亡事件。本屬最早出現於早侏羅世的錫內穆階，可能延續至晚白堊世的森諾曼階，具有長時空分布範圍。模式種化石最初發現於德國的索爾恩霍芬石灰岩，後在法國、英格蘭及黎巴嫩亦有記錄，所有物種均棲息於海洋環境。

## 發現與命名
偽螯蝦屬的化石在正式命名前，曾以其他無效學名被記載。1839年，德國古生物學家格奧爾格·祖·明斯特建立Bolina屬，包含模式種B. pustulosa與B. angusta，兩者標本皆採集自索爾恩霍芬石灰岩。屬名源自希臘神話中投海自盡的寧芙波林娜。隔年，明斯特將索爾恩霍芬石灰岩中某些化石誤判為等足目，建立Alvis屬並命名單型種A. octopus，屬名取自北歐神話的矮人阿爾維斯。
1861年，德國古生物學家阿爾伯特·奧佩爾將B. pustulosa與B. angusta分別歸入新建的Pseudastacus屬和狹螯蝦屬，更名為Pseudastacus pustulosus與Stenochirus angustus，兩者各自成為所屬屬的模式種。由於Bolina一名已被用於腹足綱與櫛水母，明斯特命名的甲殼動物必須更名。屬名Pseudastacus由古希臘語「ψεύδος」（偽）與現存螯蝦屬名「Astacus」組合，反映其相似形態。奧佩爾確認當時已知的10件標本屬於P. pustulosus，其中1件來自柏林自然博物館的Redenbacher收藏，其餘9件藏於慕尼黑古生物博物館。他同時指出明斯特描述的Alvis octopus實為P. pustulosus，遂將兩者合併。此外，他將慕尼黑博物館編號BSPG AS I 672的標本定為本屬新種P. muensteri。
2006年，亞歷山德羅·加拉西諾與岡特·施維格特重新檢視索爾恩霍芬的十足目化石，發現奧佩爾收藏的4件P. pustulosus標本仍保存完好，並確認P. muensteri實為P. pustulosus的雌性個體（故為次異名）。

### 物種

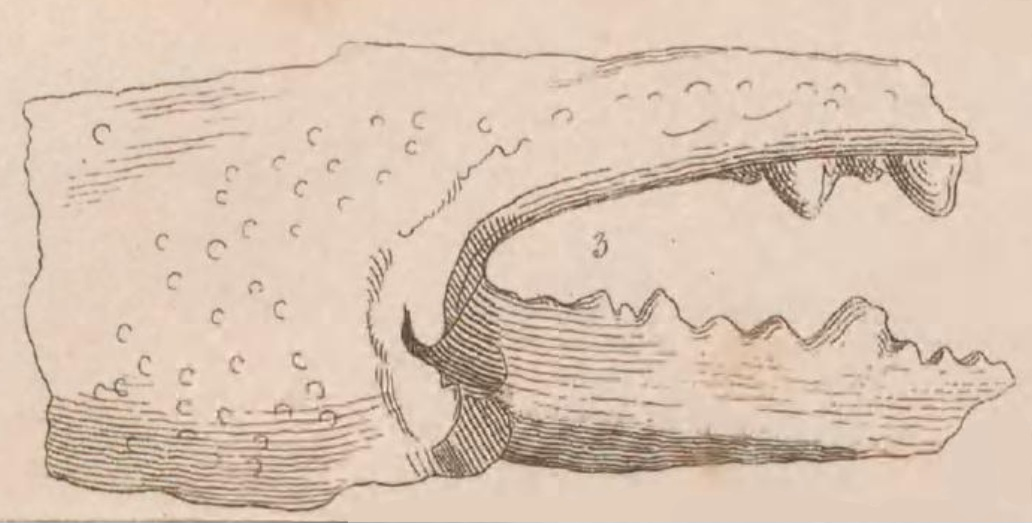
1835年繪製的P. mucronatus模式標本

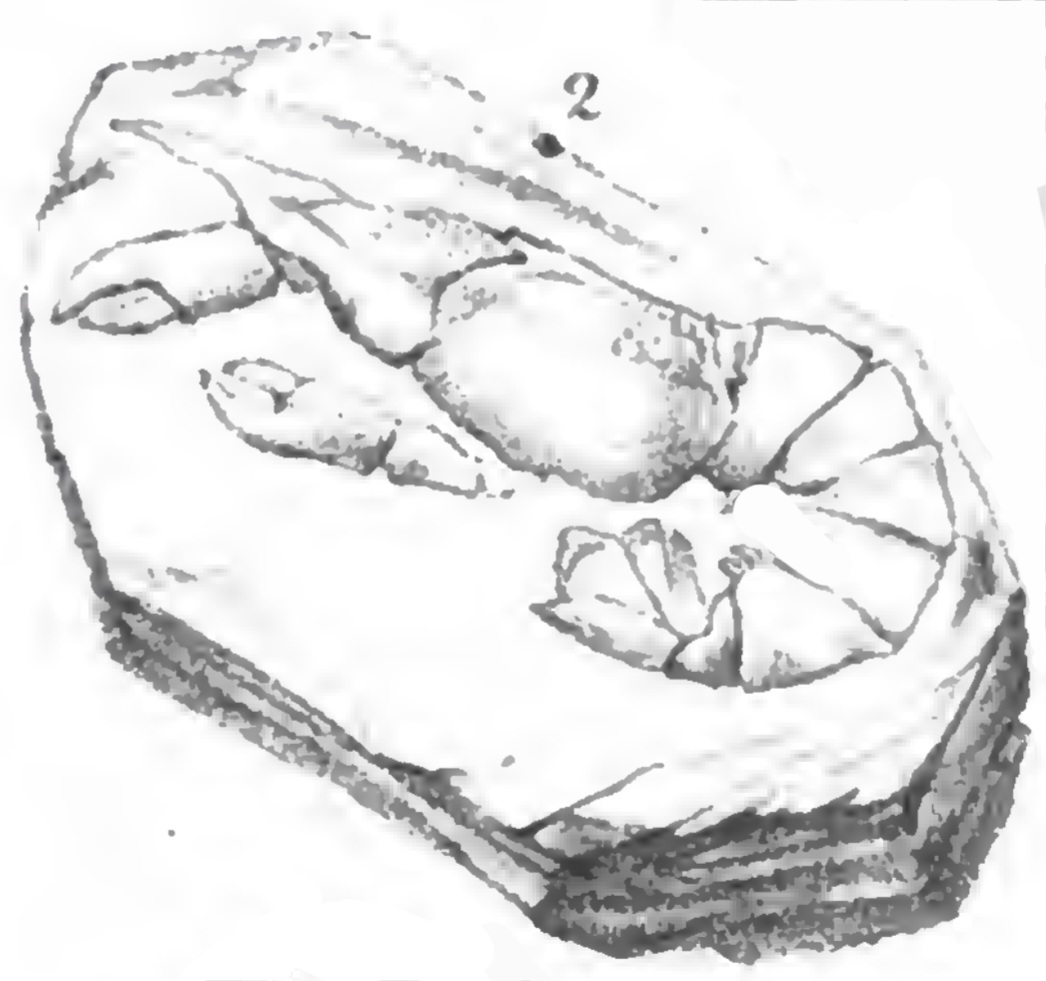
1878年繪製的已遺失P. minor模式標本

多個物種曾被歸入偽螯蝦屬，但部分物種的分類地位尚存疑。此外，某些物種因與模式種親緣關係較遠，已被移出本屬。西爾萬·夏邦尼耶與德尼·奧多2020年的修訂研究保留以下5個物種：
- P. pustulosus為本屬模式種，最初由明斯特於1839年命名為Bolina pustulosa，1861年更名。其化石發現於德國晚侏羅世提通階的索爾恩霍芬石灰岩。[1][3]

- P. mucronatus最初由英國地質學家約翰·菲利普斯於1835年命名為Astacus mucronatus。模式標本採自英格蘭約克郡的斯佩頓黏土組，為一螯肢碎片，內緣具大小交替的瘤突。[7][8]其螯肢形態與其他偽螯蝦物種差異顯著，可能應歸入Hoploparia dentata。[9]

- P. minor由德國古生物學家奧斯卡·弗拉斯於1878年描述，標本發現於黎巴嫩哈凱爾的森諾曼階地層。[10]該標本已遺失，僅存原始插圖顯示其額劍極長、多一節腹節、螯肢位置偏後等獨特特徵，歸屬本屬存疑。[7]

- P. pusillus基於1925年比利時甲殼動物學家維克多·范斯特拉倫描述的巴柔階化石，採自法國奧爾恩河畔梅的頭胸甲標本。[11]標本於二戰中被毀，僅憑線描圖難以確認是否屬於偽螯蝦屬。[7]

- P. lemovices於2020年命名，模式標本為5個個體共存於法國紹富爾敘韋爾採集的錫內穆階石灰岩板。種名紀念曾居於此地的高盧部落萊莫維切斯人，為狹螯蝦科最古老物種。[7]

### 重新歸屬物種
以下物種曾歸入偽螯蝦屬，後被移出：
- P. hakelensis最初於1878年命名為Homarus hakelensis，生存於黎巴嫩的森諾曼階，2017年移入Notahomarus屬。[12]

- P. dubertreti基於1946年描述的黎巴嫩化石（現藏法國國家自然歷史博物館），生存於森諾曼階，2006年研究確認其為Carpopenaeus callirostris的異名。[6]

- P. llopisi於1971年命名，標本採自西班牙拉斯奧亞斯的早白堊世地層，1997年改歸Austropotamobius屬。[13]

## 形態特徵

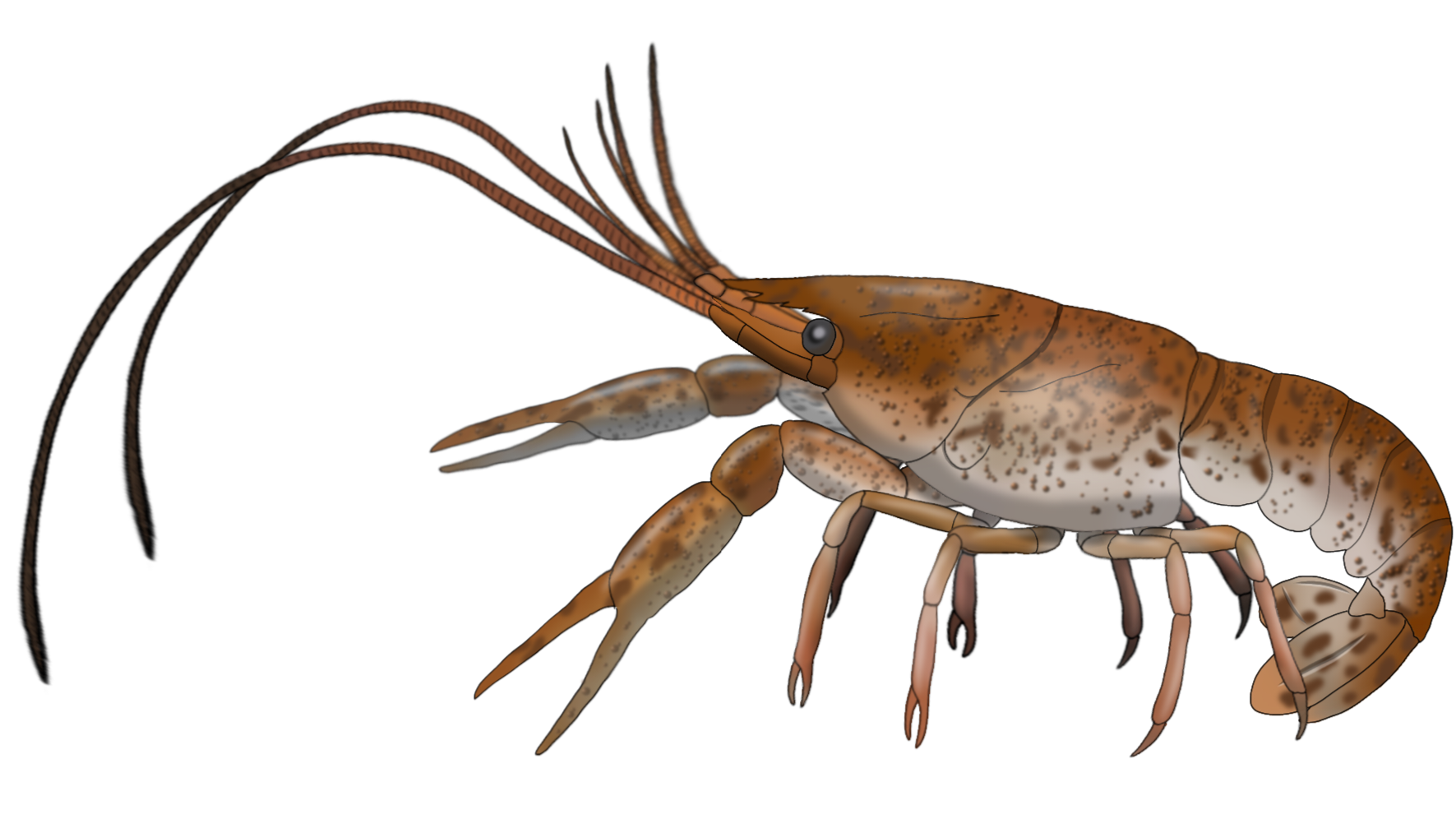
P. pustulosus復原圖（推測體色）

偽螯蝦屬體型細小，P. pustulosus標本總長4—6 cm（1.6—2.4英寸）。 P. lemovices的頭胸甲（不含額劍）長11 mm（0.43英寸），高6.5 mm（0.26英寸）。
本屬物種頭胸甲表面多不平整，如P. pustulosus具瘤突，而P. lemovices則均勻分佈凹坑。部分標本頭胸甲較光滑，可能因磨蝕作用所致。甲殼帶有溝紋，包括橫貫頂部的深弧形頸溝，兩側與同樣深刻的胃眼溝、觸角溝及肝溝相連。頸溝後方兩側各有一較淺的後頸溝。額劍呈三角形細長狀，側緣具三棘突。頭部與頭胸甲以拱形凹陷分隔。頭部延伸出一對長觸角與兩對較短小觸角，外側小觸角略細且尖。一對複眼藉短眼柄連接頭部。

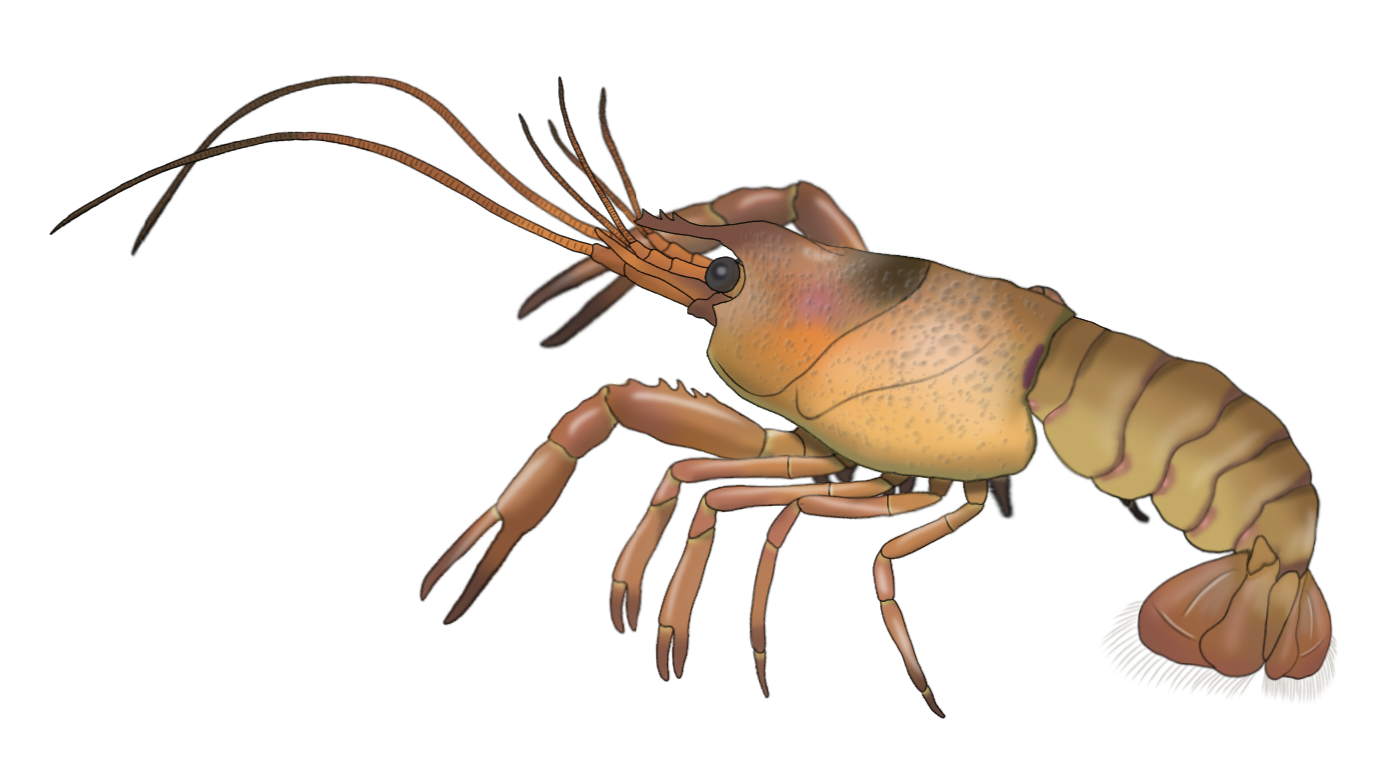
P. lemovices復原圖（推測體色）

胸部具五對步足，前三對末端呈鉗狀，最前一對特別延長且粗大。P. pustulosus的螯肢帶瘤突，而P. lemovices則光滑無飾。步足尺寸向後遞減，最前一對最大。腹部長度與頭胸甲相當，第一腹節最小。尾肢等長，中線具脊，P. lemovices的尾肢邊緣保存有長剛毛。

## 分類研究

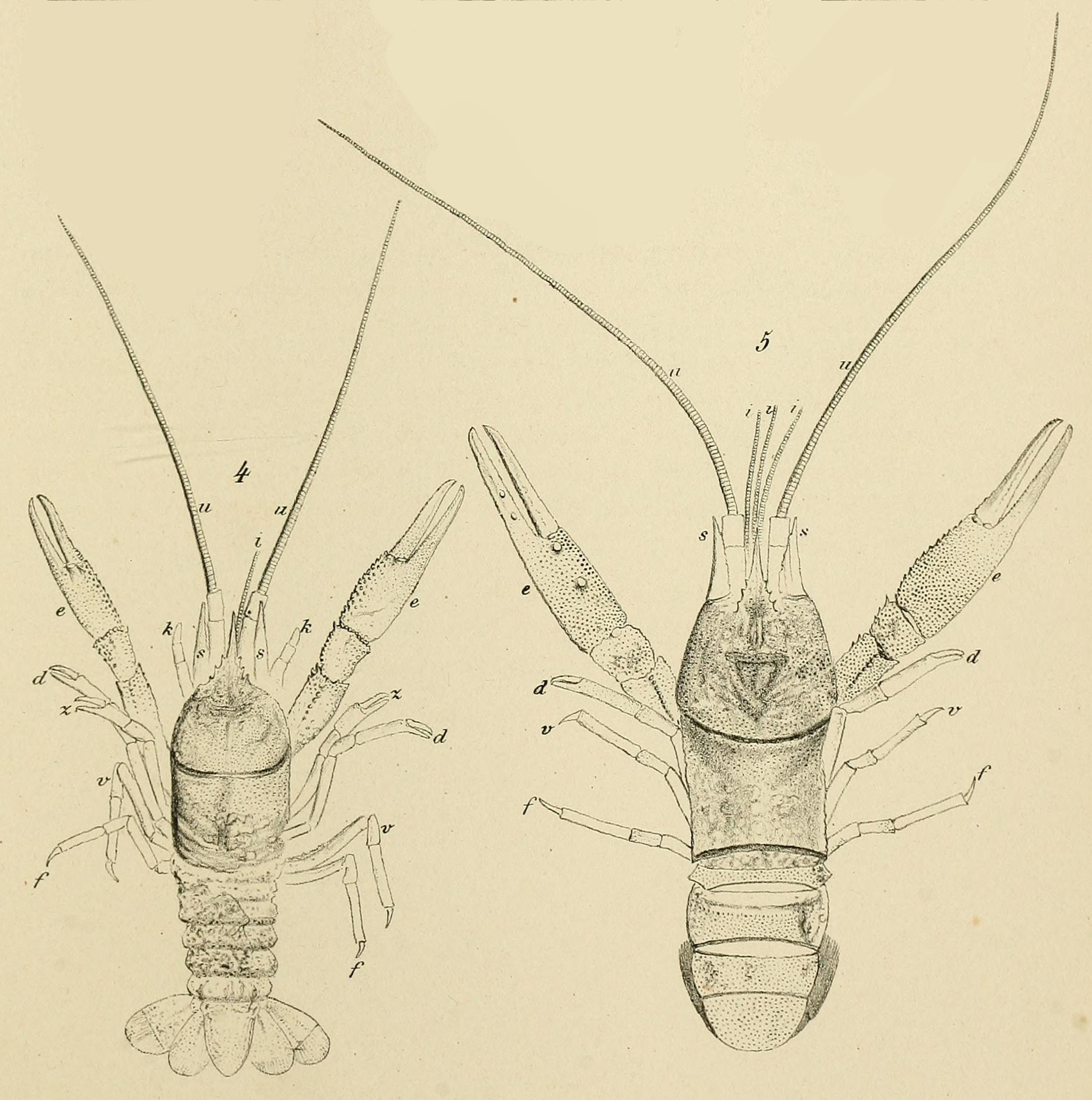
1862年繪製的P. pustulosus

偽螯蝦屬的分類歷經多次變動。早期學者如維克多·范斯特拉倫（1925年）將其歸入海螯蝦科，後續研究者如Beurlen（1928）、Glaessner（1929）及Chong & Förster（1976）沿用此觀點。1983年，亨寧·阿爾布雷希特建立原螯蝦科並納入本屬，而Tshudy & Babcock（1997）則將其歸入新建的智利螯蝦科。加拉西諾與施維格特（2006年）仍依阿爾布雷希特觀點將本屬置於原螯蝦科，但2000年代其他學者多根據Tshudy & Babcock研究歸入智利螯蝦科。
2013年，Karasawa等學者發現偽螯蝦屬與狹螯蝦屬構成姊妹群，導致智利螯蝦科成為並系群，遂將其併入狹螯蝦科。以下支序圖展示該研究中的分類關係：
|  | \| \| 狹螯蝦屬 \| \| \| \| \| \| 偽螯蝦屬 \| \| \| \| |
|  |                                                       |
|  | 智利螯蝦屬                                            |
|  |                                                       |
|  | 狹螯蝦屬                                              |
|  |                                                       |
|  | 偽螯蝦屬                                              |
|  |                                                       |

|  | 狹螯蝦屬 |
|  |          |
|  | 偽螯蝦屬 |
|  |          |

|  | \| \| 狹螯蝦屬 \| \| \| \| \| \| 偽螯蝦屬 \| \| \| \| |
|  |                                                       |
|  | 智利螯蝦屬                                            |
|  |                                                       |
|  | 狹螯蝦屬                                              |
|  |                                                       |
|  | 偽螯蝦屬                                              |
|  |                                                       |

|  | 狹螯蝦屬 |
|  |          |
|  | 偽螯蝦屬 |
|  |          |

## 古生物學

### 性二型

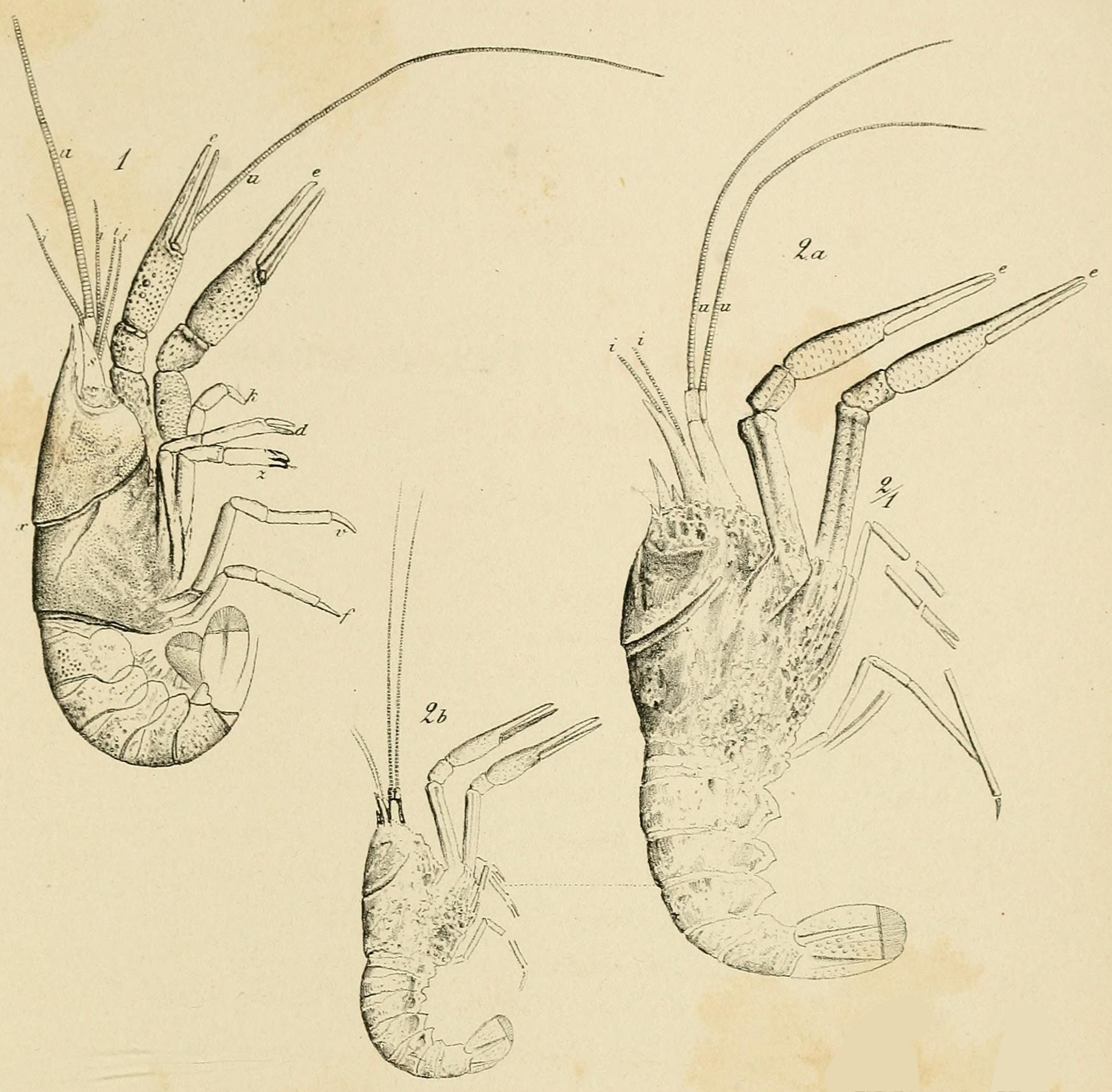
1862年繪製的P. pustulosus雄性（左）與雌性（中、右）個體，原誤將雌性標記為P. muensteri

阿爾伯特·奧佩爾發現索爾恩霍芬石灰岩的偽螯蝦化石可分兩型：一類與P. pustulosus模式標本相似，另一類體型較小且螯肢更細長。1862年，奧佩爾將後者定為新種P. muensteri。百餘年後，加拉西諾與施維格特（2006年）確認P. muensteri標本除螯肢形態外與P. pustulosus無異，並指出現存新雕石螯蝦及化石雕石螯蝦總科中雌性螯肢普遍較雄性修長，遂將P. muensteri視為P. pustulosus的次異名，代表該物種的雌性個體。

### 社會行為
P. lemovices的模式系列標本為五個個體共存於單一石灰岩板，可能反映群居行為，該群體或因缺氧事件或溫度驟變導致集群死亡。此行為亦見於其他化石及現存龍蝦物種。

## 古環境

### 早侏羅世
偽螯蝦屬可能起源於早侏羅世，目前最古老物種P. lemovices的5件標本共存於法國紹富爾敘韋爾採集的石灰岩板。該地層為錫內穆階（約1.995至1.929億年前）的海洋沉積，區域地層因存在綠藻Palaeodasycladus mediterraneus可進一步定位至錫內穆階晚期。

### 晚侏羅世
模式種P. pustulosus標本數量最多，均採自德國巴伐利亞索爾恩霍芬石灰岩，年代屬晚侏羅世提通階（1.492至1.45億年前）。當時歐洲大陸部分被海水淹沒，在特提斯洋邊緣形成乾燥的熱帶群島環境，該石灰岩沉積於被礁體隔離的潟湖中。該地化石組合進一步證實沿海環境，包括與P. pustulosus共存的眾多海洋生物：頭足綱（如菊石、箭石）、 海百合（如囊羽星）、 其他甲殼類（含鞘蝦類、螻蛄蝦類、雕石螯蝦類、蝦蛄及近緣屬狹螯蝦屬）、 魚類（如硬齒魚、厚莖魚、針吻魚與貓魚）， 以及海爬行動物（如龜、魚龍與地蜥鱷）。 陸生動物化石較少，代表棲息周邊島嶼的物種，包括恐龍（如始祖鳥、美頜龍）、 蜥蜴（如Ardeosaurus、巴伐利亞蜥與Schoenesmahl）、 以及翼龍（如喙嘴翼龍、曙光翼龍、翼手龍等）。

### 白堊紀
P. mucronatus與P. minor可能為偽螯蝦屬延續至白堊紀的物種，但兩者生存時代與地域不同。P. mucronatus標本採自英格蘭斯佩頓黏土組，地質年代橫跨早白堊世貝里亞階至阿普第階（1.45至1.13億年前）。該組沉積初期海平面較低，後經歷多次海侵與海退，根據有孔蟲組合推測，其環境類似現今普利茅斯灣。當地化石以箭石最豐富， 菊石、甲殼類及鯊魚（如白堊絞口鯊）、鰩類牙齒亦常見。
P. minor標本採自黎巴嫩森諾曼階（1.005至0.939億年前）海相地層，若歸屬正確則為本屬最晚存活物種。當時黎巴嫩位於新特提斯洋中的大型碳酸鹽台地，靠近非洲-阿拉伯板塊東北緣。當地森諾曼階植物化石（含裸子植物與落葉被子植物）反映類似現代地中海盆地的氣候，並與同期克里米亞、北美及中歐植物群相似。黎巴嫩化石點保存了大量魚類、甲殼類甚至章魚化石， 另有陸生昆蟲、翼龍及有鱗目化石出土。

## 外部連結
- 维基共享资源上的相關多媒體資源：偽螯蝦屬